# Kyosuke Yoshikawa
Kyosuke Yoshikawa (吉川 京輔 Yoshikawa Kyosuke?, nacido el 8 de noviembre de 1978 en Chiba) es un exfutbolista japonés. Jugaba de defensa y su único club fue el Consadole Sapporo de Japón.

## Trayectoria

### Clubes
| Club              | País  | Año         |
| ----------------- | ----- | ----------- |
| Consadole Sapporo | Japón | 1995 - 2003 |